# Quincampoix (Seine-Maritime)
Quincampoix ist eine französische Gemeinde mit 3118 Einwohnern (Stand: 1. Januar 2022) im Département Seine-Maritime in der Region Normandie. Sie gehört zum Arrondissement Rouen und zum Kanton Bois-Guillaume.

## Geographie
Quincampoix liegt einige Kilometer nordöstlich von Rouen. Umgeben wird Quincampoix von den Nachbargemeinden Saint-Georges-sur-Fontaine im Norden, Saint-André-sur-Cailly im Nordosten, Morgny-la-Pommeraye und La Vieux-Rue im Osten, Préaux im Südosten, Fontaine-sous-Préaux im Süden, Isneauville im Südwesten, Houppeville im Westen sowie Bosc-Guérard-Saint-Adrien im Nordwesten.
Durch die Gemeinde führt die Autoroute A28.

## Bevölkerungsentwicklung
| 1962 | 1968 | 1975 | 1982 | 1990 | 1999 | 2006 | 2011 |
| ---- | ---- | ---- | ---- | ---- | ---- | ---- | ---- |
| 969  | 1022 | 1242 | 1676 | 2107 | 2690 | 3090 | 3023 |

## Sehenswürdigkeiten
- Kirche Sainte-Marguerite, ursprünglich im 16. Jahrhundert erbaut, vollständig erneuert 1868
- Steinkreuz aus dem 16. Jahrhundert